# Unione Sportiva Anconitana 1975-1976
Questa voce raccoglie le informazioni riguardanti l'Unione Sportiva Anconitana nelle competizioni ufficiali della stagione 1975-1976.

## Rosa
| N. |                   | Ruolo | Calciatore          |
| -- | ----------------- | ----- | ------------------- |
|    | Italia (bandiera) | A     | Sauro Bonetti       |
|    | Italia (bandiera) | D     | Renato Bussolari    |
|    | Italia (bandiera) | A     | Francesco Caccia    |
|    | Italia (bandiera) | D     | Massimo Capoccia    |
|    | Italia (bandiera) | D     | Dante Capra         |
|    | Italia (bandiera) | P     | Ivan Chiarini       |
|    | Italia (bandiera) | A     | Cristiano Cristiani |
|    | Italia (bandiera) | C     | Fulvio De Chiara    |
|    | Italia (bandiera) | C     | Renato Dehò         |
|    | Italia (bandiera) | A     | Patrizio Di Stefano |
|    | Italia (bandiera) | A     | Fabio Failli        |

| N. |                   | Ruolo | Calciatore            |
| -- | ----------------- | ----- | --------------------- |
|    | Italia (bandiera) | C     | Claudio Innocentin    |
|    | Italia (bandiera) | D     | Stefano Lausdei       |
|    | Italia (bandiera) | D     | Piero Lora            |
|    | Italia (bandiera) | P     | Gino Lusuardi         |
|    | Italia (bandiera) | C     | Dante Maiani          |
|    | Italia (bandiera) | D     | Bruno Mayer           |
|    | Italia (bandiera) | C     | Franco Moretti        |
|    | Italia (bandiera) | D     | Paolo Nissoli         |
|    | Italia (bandiera) | A     | Francesco Paglialunga |
|    | Italia (bandiera) | C     | Mario Pandolfi        |